# دوباره با هم
دوباره با هم فیلمی به کارگردانی روزبه حیدری و نویسندگی جمشید حیدری محصول سال ۱۳۹۰ است.

## داستان
زن و شوهری جوان به نام سعید ابراهیمی و مریم رفیعی، با حداقل امکانات و درآمد هشت ماه اول زندگی را با سختی و بدون داشتن پشتوانه مالی می‌گذرانند. سعید به دنبال شغل مناسبی است، اما به مشکلاتی برمی‌خورد، تا این که آشنایی او با مردی ثروتمند شرایط را تغییر می‌دهد.

## بازیگران
- حمید فرخ‌نژاد
- سحر قریشی
- امیرحسین آرمان
- مانی کسراییان
- احمد کاظمی
- نسرین نکیسا

## حواشی
اکران این فیلم در سی‌امین دوره جشنواره فجر(۱۳۹۰) موجب درگیری عوامل آن در نشست خبری فیلم شد. مانی کسراییان و سحر قریشی از مردم بابت بازی در این فیلم-بابت ضعف محتوا و ساختار- عذرخواهی کردند و علت این ضعف را مسائل پشت صحنه فیلم و عدم حضور کارگردان عنوان کردند.